# ライオンの足を持つ紳士の肖像
『ライオンの足を持つ紳士の肖像』（ライオンのあしをもつしんしのしょうぞう、伊: Ritratto di Leonino Brembati o Ritratto di gentiluomo con zampino di leone、英: Portrait of a Gentleman with a Lion Paw）イタリアの盛期ルネサンスのヴェネツィア派の画家ロレンツォ・ロットによるカンヴァス上の油彩画で、1524-1525年ごろに制作された。オーストリア、ウィーンの美術史美術館に収蔵されている。

## 歴史
本作の歴史は、オーストリアのレオポルト・ヴィルヘルム大公のコレクションに掲載された1679年まで辿ることができる。モデルの人物の身元も制作年もわかっていないが、作品は画家が何人かの民間の顧客のための依頼を受けた、初期のヴェネツィア時代のものと見なされている。

## 概要
本作は、毛皮で裏打ちされた厚手の黒いコートを着た紳士を表している。豊かな赤と緑の織物の背景の前に立ち、金色のライオンの足を見せている。紳士の右手は、ロットの典型的なジェスチャーで、自身の心臓部に触れ、2つの高価な指輪を見せている。構図と色彩は、当時ヴェネツィアで最も尊敬されていた画家であるティツィアーノの影響を示している。
ライオンの足の象徴的な意味は明確ではない。おそらくベルガモのレオニーノ・ブレンバーティ（「レオーネ」は、イタリア語で「ライオン」を意味する)、またはヴェネツィアのザッタ家の人（ヴェネツィアの方言で「ザッタ」は「足」を意味する）などがモデルである可能性がある。ライオンの足がフリーメーソン的な意義を持っていることも提言されている。